# Breede Valley
Breede Valley es un municipio local sudafricano situado en el distrito de Cape Winelands, en la provincia de Cabo Occidental.

## Superficie
Breede Valley tiene una superficie de 3834 km².

## Demografía
En 2022, tenía 212 682 habitantes, una densidad poblacional de 55,47 hab./km², y 54 284 viviendas.